# スジクロハギ
スジクロハギ （学名：Acanthurus leucopareius、英名：whitebar surgeonfish）は、スズキ目ニザダイ亜目ニザダイ科に属する魚。

## 分布
中・西部太平洋の熱帯域に生息する。日本では和歌山県以南の太平洋沿岸、伊豆諸島、小笠原諸島、琉球列島などに生息する。

## 生態
体長は25cm程度。体色は灰褐色で目の後ろに白と黒の横帯があり、尾びれの付け根に白色の横帯があるのが特徴。浅くて波当たりの強いサンゴ礁、岩礁で単独、若しくは複数匹で泳ぐ。主に藻類を食べる。

## 利用
主に観賞魚として利用され、水族館で展示されることもある。